# Jerry Orbach
Jerry Orbach (20. října 1935 – 28. prosince 2004) byl americký herec, známý především televizními a muzikálovými rolemi.

## Životopis
Studoval na Illinoiské univerzitě v Urbana-Champaign a Northwesternské univerzitě, ale poté přešel na Actors' Studio v New Yorku. Mezi jeho slavné divadelní role na Broadwayi patří: Promises, Promises, Chicago, 42nd Street a The Fantasticks. Získal Tony Award za nejlepšího muzikálového herce.
Od 80. let působil ve filmových a televizních produkcích, například v úspěšném filmu Hříšný tanec. Po boku Angely Lansburyové namluvil postavu Lumiere v kresleném muzikálu Kráska a zvíře. V letech 1992 až 2004 ztvárnil roli detektiva Lennieho Briscoea v seriálu Zákon a pořádek (v anglickém originále Law & Order).
Zemřel v roce 2004 na rakovinu prostaty. Dne 18. září 2007 byla část 53. ulice v New Yorku poblíž Eighth Avenue na jeho počest přejmenována na „Jerry Orbach Way“ .